# 882

## Události
Kníže Oleg dobyl Kyjev a stává se knížetem Rusi

## Úmrtí
- 20. ledna – Ludvík III. Mladší, saský a bavorský král (* 835)
- 5. srpen – Ludvík III. Francouzský, západofranský král (* mezi 863 a 865)
- ? – Jan VIII., papež
- ? – Askold, kyjevský kníže (* ?)

## Hlavy státu
- České knížectví – Bořivoj I.
- Velkomoravská říše – Svatopluk I.
- Papež – Jan VIII. – Marinus I.
- Anglie – Alfréd Veliký
  - Mercie – Æthelred
- Skotské království – Giric
- Východofranská říše – Karel III. Tlustý + Ludvík III. Francouzský
- Západofranská říše – Karloman II. Francouzský + Ludvík III. Francouzský
- První bulharská říše – Boris I.
- Kyjevská Rus – Askold a Dir – Oleg
- Byzanc – Basileios I.
- Svatá říše římská – Karel III. Tlustý